# Castillo de Takaoka
El castillo de Takaoka (高岡城 Takaoka-jō?) fue una fortificación japonesa, construida sobre una planicie, que data del siglo XVII. Se encuentra en Takaoka, ciudad de la prefectura de Toyama. Las ruinas, que ahora constituyen un parque, son consideradas un Lugar Histórico, así como parte de la lista de «100 notables castillos de Japón».

## Historia y conservación
Maeda Toshinaga construyó el castillo de Takaoka en 1609, después de que se incendiara el castillo Toyama. Este murió en 1614, y la fortaleza fue desmantelada en 1615, incluso antes de que estuviera terminada, bajo la ley de un castillo por dominio. Fue designado como parque en 1875. De las ruinas restan grandes fosos de agua, ciertas partes de los cimientos y algunos patios.
Dentro del parque se encuentra el santuario Imizu y el museo municipal de Takaoka. Entre principios y mediados de abril el lugar es popular para el hanami, ya que cuenta con unos 2700 cerezos de veintitrés especies diferentes.